# Fresh Beat Band of Spies
Fresh Beat Band of Spies é uma série de desenho animado canado-estado-unidense criada por Nadine van der Velde e Scott Kraft. É um spin-off da série The Fresh Beat Band. A série estreou em 15 de junho de 2015 no canal Nick Jr. e em 29 de junho no Nickelodeon.

## Elenco
| Personagem          | Canadá · Estados Unidos | Brasil           |
| ------------------- | ----------------------- | ---------------- |
| Twist               | Jon Beavers             | Daniel Muller    |
| Kiki                | Yvette Gonzalez-Nacer   | Natali Pazete    |
| Shout               | Thomas Hobson           | Raphael Rossatto |
| Marina              | Tara Perry              | Marcia Coutinho  |
| Comissário Goldstar | Keith Silverstein       | Márcio Simões    |
| Bo Monkey           | Tom Kenny               | Peterson Adriano |
| Reed                | Tom Kenny               | Renan Vidal      |

## Episódios
| Temporada | Temporada | Episódios | Exibição original    | Exibição original  |
| Temporada | Temporada | Episódios | Estreia de temporada | Final de temporada |
| --------- | --------- | --------- | -------------------- | ------------------ |
|           | 1         | 20        | 15 de junho de 2015  | TBA                |

### 1ª Temporada (2015)
| #  | Título               | Escrito por                      | Exibição original      | Código de produção | Audiência (em milhões) |
| -- | -------------------- | -------------------------------- | ---------------------- | ------------------ | ---------------------- |
| 1  | "The Wow Factor"     | Michael Ryan                     | 15 de junho de 2015    | 101                | 0.68                   |
| 2  | "Trophy Trouble"     | Evan Gore & Heather Lombard      | 17 de junho de 2015    | 104                | ASD                    |
| 3  | "Mummy Mayhem"       | Hadley Klein                     | 19 de junho de 2015    | 102                | 0.61                   |
| 4  | "Rocket Ship Alien"  | Evan Gore & Heather Lombard      | 20 de junho de 2015    | 103                | 0.48                   |
| 5  | "Fruit Racer Game"   | Hadley Klein                     | 22 de junho de 2015    | 105                | 0.63                   |
| 6  | "Singing Pirate"     | Andy Rheingold & Ray DeLaurentis | 24 de junho de 2015    | 106                | 0.48                   |
| 7  | "Werewolf Hairwolf"  | Hadley Klein                     | 26 de junho de 2015    | 107                | ASD                    |
| 8  | "Masked Wrestler"    | Evan Gore & Heather Lombard      | 27 de junho de 2015    | 108                | 0.65                   |
| 9  | "Cute Crook"         | Kevin Sullivan                   | 29 de junho de 2015    | 109                | 0.58                   |
| 10 | "Wild Outlaw"        | Hadley Klein                     | 1 de julho de 2015     | 112                | 0.56                   |
| 11 | "Bo's Birthday Bash" | David Lewman                     | 3 de julho de 2015     | 111                | 0.39                   |
| 12 | "Fake Fresh Beats"   | Evan Gore e Heather Lombard      | 27 de julho de 2015    | ASA                | 0.63                   |
| 13 | "Dance Bots"         | ASA                              | 29 de julho de 2015    | ASA                | ASD                    |
| 14 | "Band of Pirates"    | ASA                              | 31 de julho de 2015    | ASA                | 0.40                   |
| 15 | "Frozen Fresh Beats" | ASA                              | 21 de setembro de 2015 | ASA                | 0.54                   |
| 16 | "Bunnies Go Bananas" | ASA                              | 23 de setembro de 2015 | ASA                | 0.36                   |
| 17 | "Ghost of Rock"      | ASA                              | 19 de outubro de 2015  | ASA                | ASD                    |